# Techniques papetières et graphiques
 (octobre 2018).
Si vous disposez d'ouvrages ou d'articles de référence ou si vous connaissez des sites web de qualité traitant du thème abordé ici, merci de compléter l'article en donnant les références utiles à sa vérifiabilité et en les liant à la section « Notes et références ».
Les techniques papetières et graphiques concernent les procédés d'impression de masse (presse, catalogues, affiches, cartonnages, étiquettes commerciales de produits), ainsi que celles relatives aux pliages et cartonnages. Un salon consacré aux techniques papetières et graphiques a lieu tous les trois ans en France. 

## Composition

### Photocomposeuses
Machine de composition permettant de traduire un texte saisi en texte typographié au moyen de matrices de caractères de différentes formes. On classe ces appareils en générations successives : de la première, où une bande perforée actionne un disque comportant les caractères en négatifs, aux dernières, entièrement informatisées, qui utilisent des caractères numérisés pour les intégrer à des ensembles textes-filet-fonds tramés-illustrations ; ce sont des enregistreurs d'images par balayage, le texte n'étant plus qu'une série de lettres qu'on aligne mais l'un des éléments d'une image globale.
La photocomposition est le traitement typographique sur photocomposeuse d'un texte dont on obtient une épreuve sur papier ou film photosensibles (bromure ou typon).
Source : "apprivoiser la chaîne graphique" de Yves Bernard, les éditions d'organisation
- Voir aussi : électrocomposeuse

## Techniques papetières

### Cartonnages
Le cartonnage concerne la conception, la fabrication et le commerce de cartons.

## Articles Connexes
- Vic Duppa-Whyte.